# Feuerweber

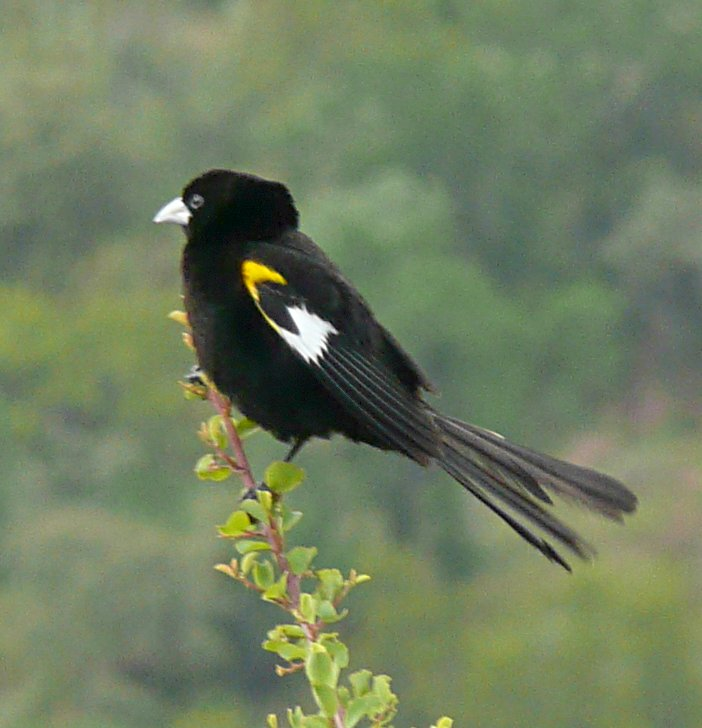
Spiegelweber

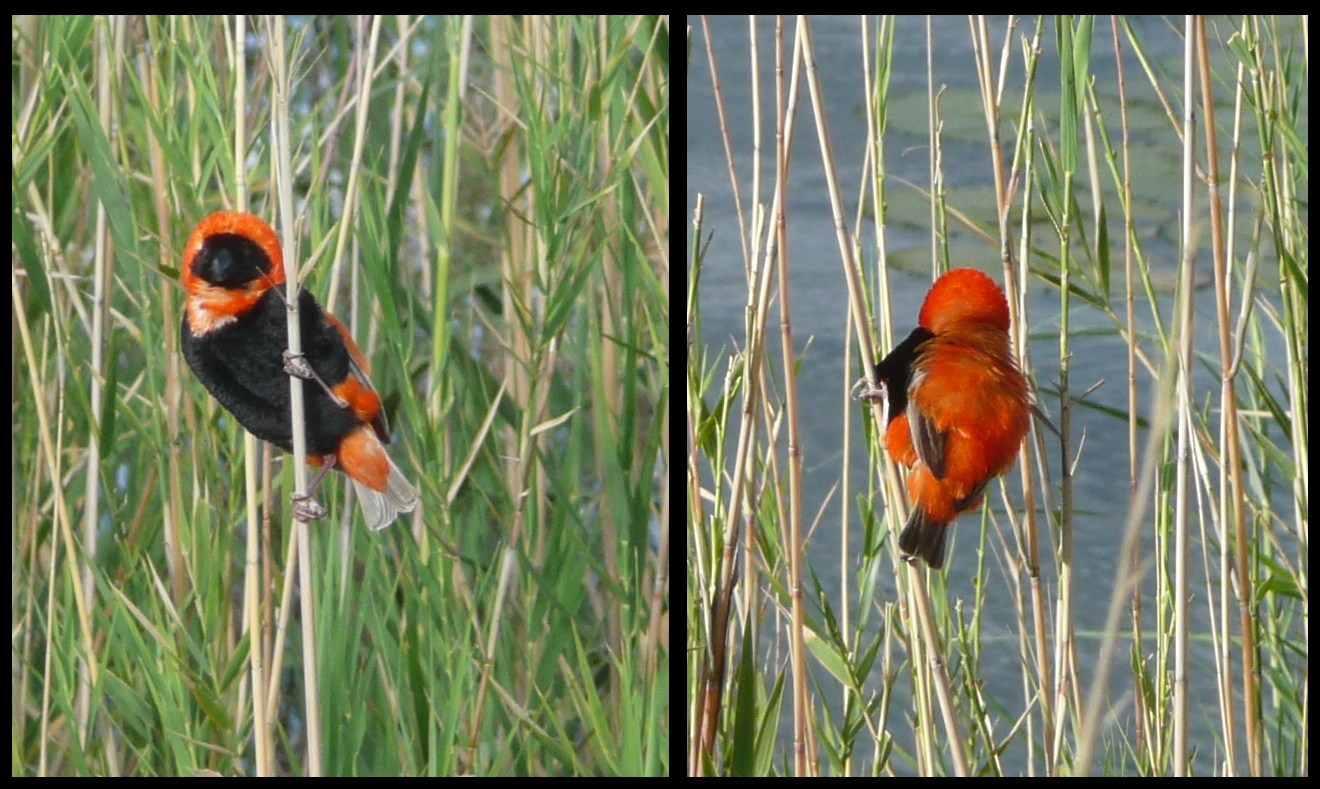
Oryxweber in Südafrika, Vorder- und Rückansicht

Die Feuerweber oder Widas (Euplectes) sind eine Vogelgattung in der Familie der Webervögel (Ploceidae). Sie umfasst 17 Arten. Die Bezeichnung „Wida“ ist überwiegend auf Arten der Gattung Euplectes bezogen. Die Männchen sind oft sehr auffällig gefärbt wie der schwarz-rot gefärbte Feuerweber (Euplectes franciscanus) oder besitzen schleppenartige, lange Schwanzfedern wie der Hahnenschweifweber (Euplectes progne). Die Feuerweber bevorzugen offene Landschaften als Lebensraum.

## Arten
- Tahaweber (Euplectes afer)
- Spiegelweber (Euplectes albonotatus)
- Schildweber (Euplectes ardens)
- Goldrückenweber (Euplectes aureus)
- Stummelweber (Euplectes axillaris)
- Samtweber (Euplectes capensis)
- Diademweber (Euplectes diadematus)
- Feuerweber (Euplectes franciscanus)
- Bischofsweber (Euplectes gierowii)
- Hartlaubweber (Euplectes hartlaubi)
- Flammenweber (Euplectes hordeaceus)
- Leierschwanzweber (Euplectes jacksoni)
- Gelbschulterweber (Euplectes macroura)
- Brandweber (Euplectes nigroventris)
- Oryxweber (Euplectes orix)
- Hahnenschweifweber (Euplectes progne)
- Reichenowweber (Euplectes psammocromius)